# Emma Mason
Emma Mason (* 28. Juni 1986 in Edinburgh) ist eine schottische Badmintonspielerin.

## Karriere
Emma Mason gewann 2006 den schottischen Juniorentitel im Damendoppel gefolgt von Siegen bei den Norwegian International, Irish Open und Iceland International im selben Jahr. 2008 siegte sie national erstmals bei den Erwachsenen im Damendoppel mit Imogen Bankier. 2010 gewannen beide den Titel im Doppel erneut.

## Sportliche Erfolge
| Saison | Veranstaltung                       | Disziplin   | Platz | Name                        |
| ------ | ----------------------------------- | ----------- | ----- | --------------------------- |
| 2005   | Schottland: Juniorenmeisterschaften | Damendoppel | 1     | Imogen Bankier / Emma Mason |
| 2006   | Norwegian International             | Damendoppel | 1     | Imogen Bankier / Emma Mason |
| 2006   | Irish Open                          | Damendoppel | 1     | Imogen Bankier / Emma Mason |
| 2006   | Iceland International               | Damendoppel | 1     | Imogen Bankier / Emma Mason |
| 2008   | Schottland: Einzelmeisterschaften   | Damendoppel | 1     | Imogen Bankier / Emma Mason |
| 2010   | Schottland: Einzelmeisterschaften   | Damendoppel | 1     | Imogen Bankier / Emma Mason |